# Robert Cowell
Robert „Bob“ Elmer Cowell (* 12. Juni 1924 in Pennsylvania; † 11. Januar 1960 bei Athens, Georgia) war ein Schwimmer aus den Vereinigten Staaten, der eine olympische Silbermedaille gewann.

## Karriere
Cowell gewann 1945 die Meisterschaft der Amateur Athletics Union (AAU) über 100 Meter Rücken. 1946 siegte er als Angehöriger der United States Naval Academy über 150 Yards Rücken bei den College-Meisterschaften der Vereinigten Staaten. 1947 wurde er Meister der AAU bei den US-Hallenmeisterschaften über 150 Yards Rücken.  
Bei den Olympischen Spielen 1948 in London gewann Allen Stack über 100 Meter Rücken mit einer Zehntelsekunde Vorsprung vor seinem Landsmann Robert Cowell, der über eine Sekunde Vorsprung auf den drittplatzierten Franzosen Georges Vallerey aufwies.
Cowell wurde Berufsoffizier der United States Navy. Im Alter von 35 Jahren starb er bei einem Verkehrsunfall.